# أستاسيا
الأستاسيا هو نقص في التنسيق الحركي يتميز بعدم القدرة على الوقوف أو المشي أو حتى الجلوس دون مساعدة بسبب اضطراب التنسيق العضلي.
مصطلح أستاسيا قابل للتبديل مع أستاسيس ويشار إليه بشكل شائع باسم أستاسيا في الأدبيات التي تصفه. الأستاسيس هو عدم القدرة على الوقوف أو الجلوس دون مساعدة في غياب الضعف الحركي أو فقدان الحواس (على الرغم من أن بعض الأطباء قد ناقش إدراج نقص الضعف الحركي). تصنف على أنها أعراض أكثر من كونها مرضًا حقيقيًا، لأنها تصف اختلالًا في تنسيق العضلات ما أدى إلى هذا العجز. يختلف الاضطراب عن ترنح المخيخ في أنه مع الركود يمكن أن تكون المشية طبيعية نسبيًا، مع ضعف التوازن بشكل كبير أثناء الانتقال من وضعية الجلوس إلى وضعية الوقوف. ضعف التوازن هذا مشابه لمرضى متلازمة الدهليز المخيخ، وهو مرض عصبي تقدمي مع العديد من الأعراض والتأثيرات.
شوهد الأستاسيا في المرضى الذين يعانون من آفات مهادية متنوعة، تؤثر في الغالب على المنطقة الجانبية الخلفية للدماغ. وغالبًا ما يكون مصحوبًا بالعباسية، وإن لم يكن دائمًا. العباسية من الأعراض المشابهة جدًا لها وهي عدم القدرة على المشي. هما الأكثر شيوعًا في أستاسيا أباسيا، والذي يُسمى أيضًا بداء بلوك. من الشائع رؤية أستاسيا والعباءة معًا أكثر من رؤية أحدهما أو الآخر.

## العلامات والأعراض
نظرًا لأن الربو بحد ذاته يعد عرضًا أكثر من كونه مرضًا، فغالبًا ما يُلاحظ ارتباطه بعلامات وأعراض أخرى. غالبًا ما يعاني الأشخاص المصابون بالمرض:
- دوران غريب
- عجز التوازن على حبل مشدود (حيث يحاول الشخص تحقيق التوازن على حبل مشدود من أجل اختبار التوازن والتنسيق الحركي)
- العجز القريب من السقوط (وهو اختبار يتم فيه دفع المريض قليلًا من أجل التحقق من قدرته على استعادة الوضع)
- عجز الجهد المفرط (وهو اختبار تعويض زائد يستخدم لتحديد قدرة التنسيق الحركي)
- المواقف اللانمطية والضعف
- شلل
- نوبات القفز (حيث يتم فقد التحكم في المحرك جزئيًا أو كليًا)
- الارتعاش

وصفت إحدى الدراسات مريضًا مصابًا بالركود مستلقيًا في السرير بوضعية جسم طبيعية. عندما كان المريض جالسًا، يميل جسده إلى اليسار. عندما طُلب منه الوقوف، قام المريض بتدوير محور جذعه إلى اليسار (الكتف الأيسر يتراجع للخلف)، وأمّل جسده إلى نفس الجانب، ما أظهر مقاومة للتصحيح السلبي للوضع في كلتا الطائرتين. لم يكن قادرًا على الوقوف وسقط للخلف ونحو اليسار.

## الأسباب
هناك العديد من التكهنات حول السبب الرئيسي للمرض. مزيج من ضعف العضلة ثلاثية الرؤوس، والاعتلال العصبي المحيطي، وحركات الوضعية غير المنتظمة هي النظريات الرائدة حتى الآن. يمكن أن يتسبب مرض السكري، وآفات الجذر النخاعي أو النخاع الشوكي، والصدمات أو إصابات القشرة الحركية للدماغ في ظهور أعراض مشابهة تظهر في مرضى الربو. ومع ذلك، لم يثبت أن أيًا من هؤلاء مؤكد. يعتقد العديد من العلماء أيضًا أن هذا اضطراب تحويل، حيث تظهر على المرضى أعراض دون أي سبب عصبي.

### الاعتلال العصبي المحيطي
تلف الأعصاب الطرفية القادمة من الساقين إلى المنطقة الحسية الجسدية هو المرشح الرئيسي لسبب الربو. تمنع هذه الأعصاب التالفة ردود الفعل من أجل تثبيت وضعية المرضى الذين يعانون من الربو. يسبب هذا اضطرابًا في حركات الوضع، مثل التمايل حول الساقين ومفاصل الورك. يمكن رؤية هذا التأرجح فقط عندما يقف المريض ساكنًا، وقد يختفي قبل المشي، ما يشير إلى أن هؤلاء المرضى يظهرون أستاسيا بدون عباسية. هذا الضعف في الإحساس ليس مطلوبًا دائمًا لتطور الإحساس. ومع ذلك، فإن الضعف غالبًا ما يؤدي إلى تفاقم الاستاسيا.

### ضعف عضلة السور ثلاثية الرؤوس
لوحظ ضعف في العضلة ثلاثية الرؤوس في العديد من المرضى الذين شخصت إصابتهم بالمرض. يمكن أن يحدث هذا الضعف بسبب اعتلال عضلي لتلك المجموعة العضلية. العضلة ثنائية الرؤوس، المكونة من عضلة الساق والنعل، ضرورية للحفاظ على وضعية مستقيمة أثناء الوقوف. هذا يدل على أن ضعف هذه العضلة هو سبب تأرجح وضعف الموقف لدى مرضى الربو. يُلاحظ هذا الضعف بغض النظر عما إذا كانت ردود الفعل الحسية الجسدية من الساقين ضعيفة، ما يشير إلى أنه أحد الأسباب الرئيسية للاستاسيا بدون العباسية.